# Уестминстър (Калифорния)
Вижте пояснителната страница за други значения на Уестминстър.
Уестминстър (на английски: Westminster) е град в окръг Ориндж, щата Калифорния, САЩ.
Има население от 88207 жители (2000) и обща площ от 26,2 km². Намира се на 12 m надморска височина. ЗИП кодовете му са 92683-92685, а телефонният му код е 714.